# كبلر-20g
كيبلر-20g هو كوكب خارج المجموعة الشمسية يدور حول النجم Kepler-20 في كوكبة القيثارة يقع الكوكب ونجمة على بعد 290 ± 30 فرسخ فلكي من النظام الشمسي. اكتشف الكوكب في 2011 بواسطة المرصد الفضائي كيبلر. 

## الاكتشاف
اكتشف في 24 أغسطس 2016.